# Liolaemus variegatus
Liolaemus variegatus är en ödleart som beskrevs av  Laurent 1984. Liolaemus variegatus ingår i släktet Liolaemus och familjen Tropiduridae. Inga underarter finns listade i Catalogue of Life.